# Chen Jingyuan
Chen Jingyuan (chinesisch 陳景元 / 陈景元, Pinyin Chén Jǐngyuán, W.-G. Ch'en Ching-yüan; * ca. 1024; † 1094, zi: Taichu 太初, hao: Bixuzi 碧虚子, auch: Chen Bixu 陈碧虚) war ein chinesischer Daoist und Gelehrter aus der Zeit der Nördlichen Song-Dynastie. Er stammt aus Jiangxi. Chen ist heute vor allem wegen seiner textkritischen Anmerkungen zu dem Werk Zhuangzi (Zhuangzi quewu 庄子阙误, im Anhang des Werkes Nanhua zhenjing zhangju yinyi) bekannt, worin er Textvarianten aus verlorenen Ausgaben der Tang- und Song-Zeit auflistet. Seine Werke sind größtenteils im Daoistischen Kanon (Daozang) enthalten und wurden in Ausgaben wie die der Hanfenlou 涵芬楼 nachgedruckt.

## Werke
- Shangqing dadong zhenjing yujue yinyi 上清大洞真经玉诀音义
- Xisheng jing jizhu 西升经集注 (s. Xisheng jing)
- Daode zhenjing zangshi zuanwei pian 道德真经藏室纂微篇
- Nanhua zhenjing zhangju yinyi 南华真经章句音义
- Nanhua zhenjing zhangju yushi 南华真经章句余事
- Yuanshi tianzun duren shangpin shaojing jizhu 元始天尊度人上品妙经  集注
- Bixuzi qinzhuan zhizhi 碧虚子亲传直指
- Chongxu zhide zhenjing shiwen buyi 沖虛至德真經釋文補遺